# 两天一夜 (电影)
《两天一夜》（法語：Deux Jours, une nuit）是一部2014年达顿兄弟执导的法语电影，瑪莉安·歌迪雅和法布里齐奥·罗吉恩主演。入围第67屆坎城影展主竞赛单元。本片赢得2014年悉尼电影节最高奖，歌迪雅获得第27届欧洲电影奖最佳歐洲女演員。代表比利时角逐第87届奥斯卡最佳外语片，瑪莉安获得奥斯卡最佳女主角提名。

## 剧情
在比利时的瑟兰，女主角桑德拉是一个刚走出忧郁症的女工、两个孩子的妈妈，却马上面临工厂裁员和失业。在丈夫坚定的支持和陪伴下，她要在一个周末的时间，去说服同事工友们为她重新投票，以保住至关重要的工作。然而，选择支持她的工友需要是以失去1000欧元的奖金为代价。
经过不懈努力，在投票会中她只赢得刚好一半人（16人中的8位）的支持，由于没有超过一半票数，桑德拉准备收拾东西走人。此时主管突然告诉她願意让她留下，但須等幾個月後復職，因他只需要讓一位临时工的合同約期到後不續約即可。可是这位临时工黑人Alphonse在投票时是站在了她的一边的。最终桑德拉选择了辞职，决定开始自己新的生活。

## 角色
- Marion Cotillard - Sandra
- Fabrizio Rongione - Manu，Sandra的丈夫
- Olivier Gourmet - Jean-Marc
- Pili Groyne - Estelle
- Simon Caudry - Maxime
- Catherine Salée - Juliette
- Batiste Sornin - M. Dumont

## 制作
比利时、法国和意大利公司联合出品，并获得Eurimages50万欧元的资助，总预算为700万欧元。2013年6月下旬在比利时瑟兰取景开拍。

## 发行
比利时将于2014年8月14日上映；英国由Artificial Eye发行，美国由Sundance Selects发行。

## 评价
网易影评认为：“影片里弱化甚至隐藏了“恶”的表现，与达内兄弟之前的作品比起来，《两天一夜》的立意略显单薄，没有了善恶的交融，变成了工人阶级的纯励志大片。”新浪影评：“歌迪亚扮演这个从脆弱敏感自尊到终于坚强并敢于做出决定承担后果的女人，仿佛深入到灵魂骨髓……《两天一夜》仿佛一个西部公路片，人们踏上征程，为了生存挣扎，直面利益和人性的对立做出选择。而达内兄弟带着没有偏见的镜头，诚恳写实地纪录下这个过程中人们的喜怒哀乐，他们的反应可能是温情、无奈甚至无情，影片却没有任何居高临下的道德绑架来做出审判。唯一的反面角色是代表资本家的工头和企业主，他们从资本出发的冷酷和算计，达内兄弟轻笔带过，表达的力量却毫不含糊。”

## 奖项
- 第27届欧洲电影奖最佳歐洲女演員
- 第87届奥斯卡最佳女主角提名
- 第68届英国电影学院奖最佳外语片提名
- 2014雪梨影展 最佳影片
- 2015比利時瑪格麗特獎 最佳影片/導演/男主角
- 2015瑞典金甲蟲獎 最佳外語片